# トニー・カーン
アントニー・ラフィク・“トニー・カーン“（1982年10月10日 - ）は、アメリカの実業家、スポーツプロモーターである。
オール・エリート・レスリング（AEW）の創設者兼共同オーナーとして最も知られており、同団体の最高経営責任者、ゼネラルマネージャー、エグゼクティブプロデューサー、クリエイティブ責任者も務める。
NFLのジャクソンビル・ジャガーズとプレミアリーグのフラムFCのオーナーである実業家シャヒド・カーンの息子。両組織で幹部職を務めており、ジャガーズでは最高戦略責任者、フラムでは副会長兼フットボール運営部長を務めている。カーンが関わっているその他の事業には、スポーツ分析会社TruMedia Networks、マネジメント会社Activist Artists Management、リング・オブ・オナー（ROH）などがある。

## 青年時代
1982年10月10日、イリノイ州シャンペーン・アーバナで、パキスタン系アメリカ人の父シャヒド・カーンとアメリカ人の母アン・カールソンの間に生まれる。シャヒドは、自動車バンパーを供給するFlex-N-Gateの創業者オーナーであり億万長者。トニーは、2001年にユニバーシティ・ラボラトリー高校を卒業し、 2007年にイリノイ大学アーバナ・シャンペーン校で金融学の理学士号を取得した。

## ビジネス

### アメリカンフットボールとサッカー

#### ジャクソンビル・ジャガーズ
2012年7月に父シャヒドのジャガーズ買収に伴いにチーム経営参加。現在はテクノロジーとアナリティクス部門を率いて選手育成、ドラフト外フリーエージェントのスカウトなどを担当。

#### フラムFC
2017年から副会長兼サッカー運営担当ディレクターを務め、アナリティクスチームを設立。
2021–22シーズンのチャンピオンシップ昇格に貢献。

### プロレス

#### オール・エリート・レスリング
2019年、学生時代から熱狂的なプロレスファンであるトニーは、プロレス団体「All Elite Wrestling」（AEW）を設立。社長、CEO、ゼネラルマネージャー、エグゼクティブプロデューサーを努め、番組構成から選手ブッキングまで全般に関与。
初PPVイベント『Double or Nothing』は2019年5月25日にネバダ州ラスベガスのMGMグランド・ガーデン・アリーナで開催。 2019年10月2日、「AEW Dynamite」がTNTで放送開始。
テレビのストーリーに積極的に参加しているわけではないが、イベントやその他の正当な事項に関する発表を行うため、時折出演しており、ストーリー上は最高権威者であると考えられている。2024年4月24日のダイナマイトでは、The Elite（ヤングバックス、オカダ・カズチカ、ジャック・ペリー）にリングで襲われパイルドライバーで病院送りにされる。そのシーンは翌日のNFLドラフトでも話題になり全米中の注目を浴びた。
2019年～2022年までレスリング･オブザーバー･アワードの年間最優秀プロモーター賞。2020年～2022年まで最優秀ブッカー賞を受賞した。

### その他の事業
ボストンを拠点にスポーツ産業の分析を専門とするエンジニアリング会社「TruMedia Networks」のオーナー。カーンは2015年にTruMedia Networksを買収し、彼の所有下で同社はスポーツ分析エンジニアリングサービスを拡大し、 ESPN、ナショナルフットボールリーグ、ゼブラ・テクノロジーズ、メジャーリーグの60％以上のクラブを顧客に抱えている。